# Демковское
Демковское (укр. Демківське) — посёлок, входит в Тростянецкий район Винницкой области Украины.
Население по переписи 2001 года составляло 155 человек. Почтовый индекс — 24333. Телефонный код — 4343. Занимает площадь 0,216 км². Код КОАТУУ — 524180303.

## Местный совет
24333, Вінницька обл., Тиврівський р-н, с. Олександрівка, вул. Гагаріна, 20